# Kalvning (djur)

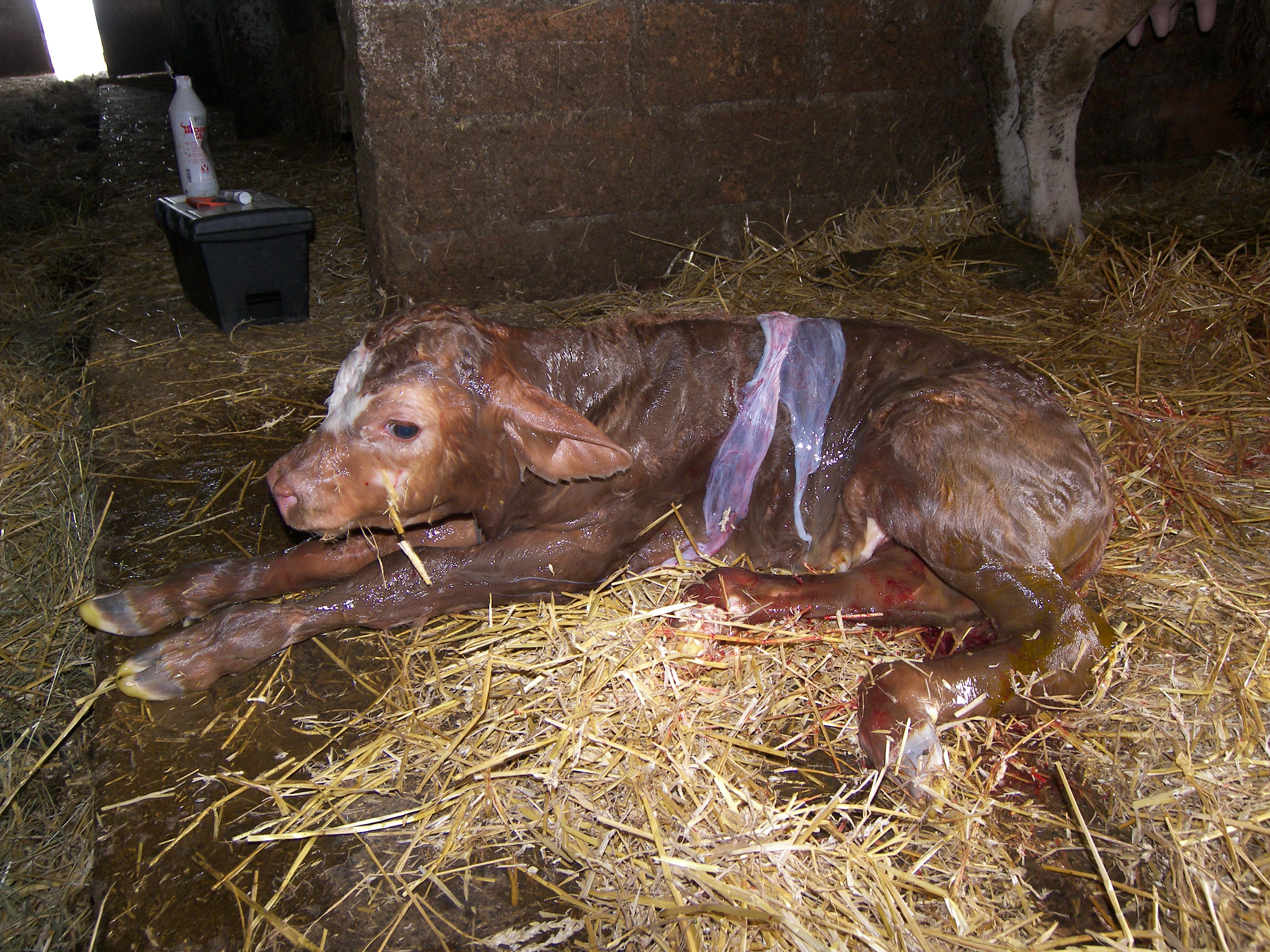
En nyfödd kalv

En kalvning är förlossningen av en kalv, det vill säga en unge hos nötkreatur, renar, valar eller många andra "cetartiodaktyler".
Tecken på att förlossningen närmar sig är hos nötkreatur att de börjar fylla i juvret och blir svullna kring blygden. Ibland kan slemmiga flytningar ses. Förlossningen kan ta flera timmar för en kviga men går vanligen snabbare för äldre kor såvida inget felläge hos kalven föreligger. Fellägen måste i regel rättas till för att kalven ska kunna födas fram. Ibland kan djurägaren själv göra detta men i en del fall behöver veterinär tillkallas. Då kalven (eller kalvarna) fötts slickar modern dem vilket både minskar risken för nedkylning och stimulerar kalvens andning. Det är viktigt att kalven diar snarast möjligt eftersom den första mjölken (s.k. råmjölk, colostrum) innehåller stora mängder antikroppar som kommer att utgöra kalvens grundläggande infektionsförsvar. 